# The Call (gruppo musicale)
The Call è il nome di un gruppo musicale rock statunitense, attivo dal 1980 al 2000.

## Storia del gruppo
Il gruppo si è formato nel 1980 a Santa Cruz (California) per iniziativa del cantante e chitarrista Michael Been, del percussionista e batterista Scott Musick, del bassista Greg Freeman e del chitarrista Tom Ferrier. Steve Huddleston fu invece il primo tastierista del gruppo. Been e Musick erano originari dell'Oklahoma, con il primo già attivo musicalmente dal 1969 al 1971 in un'altra band chiamata Aorta.
Dopo aver debuttato nel 1982, il gruppo ha prodotto dieci album fino al 2000, anno in cui si è sciolto. Nell'album Reconciled partecipano Peter Gabriel, Jim Kerr e Robbie Robertson.
Nel 2010 Been è deceduto in Belgio all'età di 60 anni a causa di problemi cardiaci. Tre anni dopo la formazione composta da Musick, Ferrier e Jim Goodwin, accompagnati da Robert Levon Been, ha tenuto alcuni concerti tra San Francisco e Los Angeles. Il gruppo nel settembre 2014 ha pubblicato un album dal vivo dal titolo The Call – A Tribute to Michael Been featuring Robert Levon Been (of BRMC) per omaggiare il musicista scomparso.

## Formazione
- Michael Been – voce, basso, chitarra, tastiera (1980–2000; deceduto nel 2010)
- Tom Ferrier – chitarra, voce (1980–2000, 2013)
- Greg Freeman – basso, voce (1980–1984)
- Scott Musick – batteria, percussioni, voce (1980–2000, 2013)
- Jim Goodwin – tastiera, voce  (1984–2000, 2013)
- Joe Read – basso, voce (1984–1986)

## Discografia

### Album in studio
- 1982 – The Call
- 1983 – Modern Romans
- 1984 – Scene Beyond Dreams
- 1986 – Reconciled
- 1987 – Into the Woods
- 1989 – Let the Day Begin
- 1990 – Red Moon
- 1997 – To Heaven and Back

### Album dal vivo
- 2000 – Live Under the Red Moon
- 2014 – A Tribute to Michael Been featuring Robert Levon Been (BRMC)

### Raccolte
- 1991 – The Walls Came Down: The Best of the Mercury Years
- 1997 – The Best of The Call
- 2000 – 20th Century Masters - The Millennium Collection: The Best of the Call